# Parlement de la République tchèque
9e législature de la Chambre des députés
14e législature du Sénat
Palais Thun (Chambre des députés)
Palais Wallenstein (Sénat)
Le Parlement de la République tchèque (en tchèque : Parlament České republiky) est l'institution exerçant le pouvoir législatif en Tchéquie. Il est situé à Prague, la capitale.
Il s'agit d'un parlement bicaméral, c’est-à-dire composé de deux chambres, élues au scrutin direct :
- la chambre basse : la Chambre des députés composée de 200 membres appelés « députés » élus à la proportionnel D'Hondt ;
- la chambre haute : le Sénat composé de 80 membres appelés « sénateurs » élus au scrutin uninominal majoritaire à deux tours.

L'article 15 de la Constitution dispose que les deux assemblées forment un corps législatif appelé « Parlement ». Le Parlement exerce les compétences habituelles dans un régime parlementaire : il détient et adopte les projets de loi, a le droit de modifier la Constitution, ratifie les accords internationaux ; si c'est nécessaire, il déclare la guerre, approuve la présence de forces armées étrangères en République tchèque ou l'envoi de forces militaires tchèques à l'étranger.

## Histoire

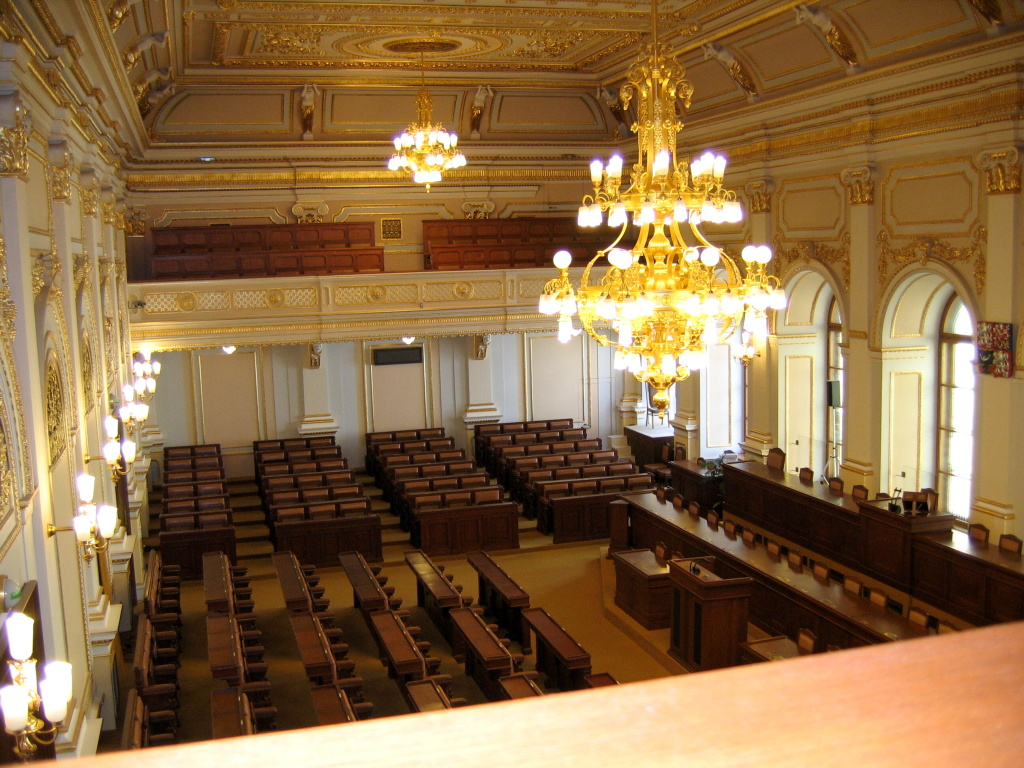
Salle de séance de la Chambre de députés.

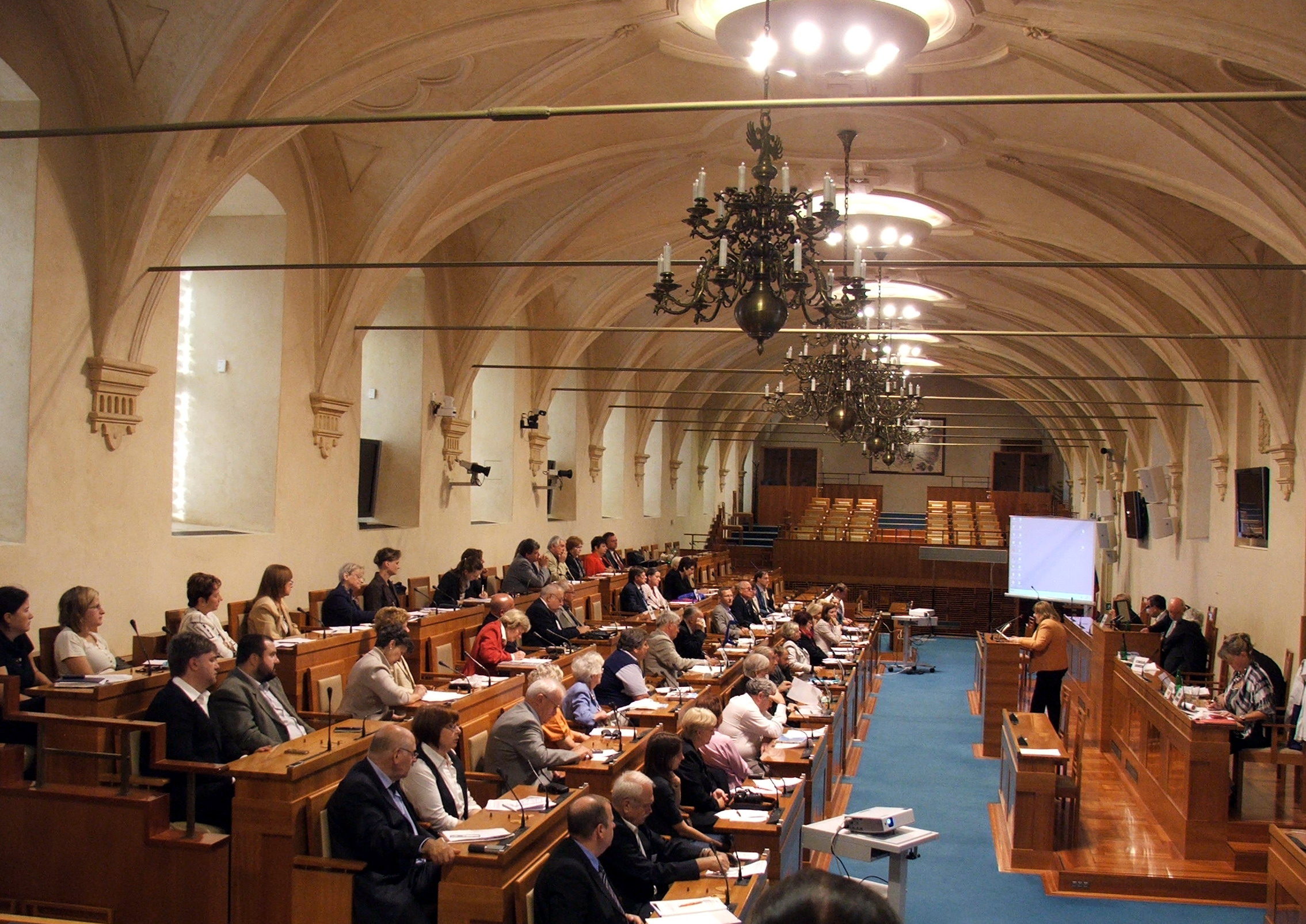
Salle de séance du Sénat.

La tradition du parlementarisme moderne dans les pays tchèques remonte aux temps de l'empire d'Autriche (et ensuite de la Cisleithanie en Autriche-Hongrie), où le Conseil impérial (Reichsrat, Říšská rada) fut créé en 1861.
Après la proclamation de la Tchécoslovaquie en 1918, son Assemblée nationale (Národní shromáždění) a repris les compétences législatives à la fois du Conseil impérial et des régimes d'État (Bohême, Moravie, Silésie). En 1938–39 et entre 1948 et 1989, il existait un parlement dans des régimes non-démocratiques (respectivement semi-autoritaire et régime communiste). En conséquence de la fédéralisation de la Tchécoslovaquie à partir de 1968, le conseil national de la République socialiste tchèque et de la République socialiste slovaque furent créés.